# Stereolizza
Stereolizza (до 2009 року — Stereoliza) — український хіп-хоп гурт, заснований в Києві. У складі гурту: Катерина Шалаєва (Lizza) та Олексій Гінчев (AlecZero). Навесні 2006 року представили свій перший альбом «X-amine Your Zippa».

## Історія
Lizza і AlecZero зустрілись в київському джазовому кавер-гурті, де Lizza була вокалісткою, а AlecZero грав на бас-гітарі. Через кілька років Lizza і AlecZero вирішили писати свою музику і створили власний гурт. Назва Stereolizza виникло від трансформації назви картини Леонардо да Вінчі Мона Ліза в Mono Lisa і трансформації в Stereolizza, поєднавши жіночий образ і музичне звучання.
Гурт підписав контракт із лейблом «Ukrainian Records», підрозділом «Universal Music Group» в Україні[джерело?].
З 2008 року гурт базується в Лос-Анджелесі, США.